# 電子遊戲製作人
電子遊戲製作人是指在電子遊戲開發過程中負責監督的人。
最早使用製作人一詞的是特里普·霍金斯，他在1982年創立美國藝電公司時建立的這個職位。霍金斯受到友人傑瑞·摩斯的影響，他將遊戲製作人的職務定位在與音樂界中管理A&R（artists and repertoire）相同。霍金斯也從A&M唱片公司找來了多位唱片製作人來協助訓練第一批遊戲製作人。
雖然遊戲製作人已經是現今業界普遍的標準職務之一，但這個職位曾被許多遊戲公司管理階層和媒體認為只是「模仿好萊塢」的頭銜。在遊戲製作的歷史上，遊戲製作人的角色在不同的公司和團隊中有著許多不同的定位，也有許多業界上不同的職務都被稱為製作人。與電影製作人不同，遊戲業界中少有超級製作人的誕生，一部分的原因是這些製作人通常受僱於單一的遊戲出版商，而這些出版商較少特別強調遊戲製作人的貢獻。此外與電影和音樂業界不同的是，遊戲的製作人通常並不經營獨立的自有公司。

## 製作人的種類
大多數的電子遊戲是由第三方開發商製作。在這樣的情況下，外部的製作人通常會以「執行製作人」的身份接受遊戲發行商的聘雇。而開發商內部自有的製作人則扮演較接近實務管理的工作。某些遊戲開發商並沒有內部自有的製作人，而完全依靠發行商指派的製作人來負責相關的工作。
對於內部製作人來說，一位助理製作人通常專精於開發商擅長的遊戲類型，也因為個人的背景技能有不同的專精領域。這些領域可能包括：程式編寫、設計、藝術、音效和品質管理。一般的製作人通常擔任開發計劃管理者的角色，負責讓遊戲作品在預定的時間和預算內順利完成。執行製作人則負責管理公司內部所有的遊戲產品，並要確保遊戲作品的開發進度維持在預定的軌道上，同時需要符合公司的目標和方向。
對於外部製作人來說，他們的工作責任主要是同時監督多個開發商的遊戲開發計劃，向出版商的高級管理階層匯報遊戲作品的開發進度和遇到的問題。當開發商的製作人是負責監督公司內部的遊戲開發計劃時，他們的角色則較接近內部製作人的工作範圍，只需負責監管一個大型遊戲作品或數個小型的作品。
隨著電子遊戲的制作計劃和經費越來越龐大，有些開發團隊會聘請製作統籌。與電影業界的傳統相同，制作統籌主要負責管理計劃的日程表和開發經費支出，以確保遊戲作品能在預定的時間和預算內完成。

## 責任
內部製作人通常在單一遊戲開發過程中扮演吃重的角色。每間公司的內部製作人可能有不同的責任，但通常來說，製作人大多肩負著以下的責任：
- 針對合約進行溝通談判，包括授權合約等
- 在製作團隊和（發行商或執行團隊的）高層股東間扮演溝通傳遞的角色
- 制定與維持開發的時間表和預算
- 監督遊戲開發中的創意（藝術和設計）與技術（編寫程式）方面
- 確定開發商能準時達成各階段的預定目標
- 安排品質管理的時間表（測試）
- 安排針對焦點小組的beta測試
- 安排遊戲作品本地化的進行

簡單來說，內部製作人最大的責任就是要確保遊戲能準時完成以及成品的品質標準。
在小型遊戲的開發中，製作人可能會與程式設計師和創意工作者進行直接的溝通接觸。對於大型的遊戲來說，製作人將會尋求首席程式設計師、首席藝術設計、遊戲設計師和首席測試人員的協助。在這些大型的開發計劃中，製作人通常只會定期與各部門的領導人面談，了解遊戲開發過程的最新狀況。
對大部份的遊戲來說，製作人在遊戲設計的發展過程中影響力有限。雖然製作人並非遊戲設計師，但他們需要將發行商或公司管理階層的期望確實傳達給遊戲設計師。因此最後的遊戲除了是設計師努力的成果之外，也包含了製作人的影響在作品中。
大多情況下，製作人並不是遊戲開發團隊的「老闆」，但卻是遊戲作品的「老闆」。因此雖然程式設計師的直屬上司是程式總監，但遇到與遊戲本身相關的問題時，程式設計師可能也需要與製作人討論。製作人可能對開發團隊的成員提出指責或讚美，但團隊成員的去留並不在製作人的掌握之中，製作人通常無法直接片面地開除團隊成員。

## 收入
通常來說，電子遊戲製作人的收入在所有開發職務中排名第三高，居於業務（行銷和管理）及程式設計師之後。
根據遊戲業界的年薪調查顯示，遊戲製作人每年的平均收入為$75,000美元。工作經驗在三年以下的助理製作人每年平均賺取$43,800美元，工作經驗三至六年的製作人的平均年薪則為$55,700美元。擁有六年以上經驗的執行製作人（或稱製作統籌）則可獲得平均$103,000美元的年薪。

## 資料來源
1. ↑  Fleming, Jeffrey. . Game Developer (United Business Media). April 2010, 17 (4): 7–14.